# Jean-Jacques Favier
Jean-Jacques Favier (* 13. April 1949 in Kehl, Deutschland; † 19. März 2023 in Albi) war ein französischer Astronaut. Er war der sechste Franzose im Weltall und der erste reine Wissenschaftler unter ihnen.

## Leben und Wirken

### Berufsausbildung und wissenschaftliche Tätigkeit
Jean-Jacques Favier studierte ab 1971 an der zum Nationalen Polytechnischen Institut von Grenoble gehörenden École nationale supérieure d’électrochimie et d’électrométallurgie (ENSEEG). Er erwarb einen Doktorgrad in Ingenieurwissenschaften an der École des mines de Paris und einen weiteren 1977 in Physik und Metallurgie von der Universität Joseph Fourier Grenoble I.
Nach seiner Ausbildung war er Berater des Direktors am Materialforschungszentrum der französischen Forschungsorganisation Commissariat à l’énergie atomique (CEA) für das Projekt MEPHISTO, einen Ofen zur Benutzung im Weltraum, der später Teil mehrerer Space-Shuttle-Missionen war.

### Astronautentätigkeit
Im September 1985 wurde Favier von der französischen Raumfahrtbehörde CNES als Astronautenanwärter ausgewählt. Später war Favier einer von 61 europäischen bzw. sechs französischen Kandidaten bei der ESA-Auswahl von 1991. Er wurde jedoch nicht ins Europäische Astronautenkorps aufgenommen. Favier war 1992 in der Ersatzmannschaft für die Space-Shuttle-Mission STS-65.
Favier startete am 20. Juni 1996 als Nutzlastspezialist mit der Raumfähre Columbia (STS-78) zu dem bis dahin längsten Flug eines Space Shuttles (16d 21h 48m). Aufgabe waren Schwerelosigkeits-Experimente im Life and Microgravity Spacelab (LMS), die als Grundlage für zukünftige Experimente auf der Internationalen Raumstation (ISS) benötigt wurden.

### Nach der Zeit als Astronaut
Nach seiner Karriere als Astronaut war Favier im Großraum Toulouse in Forschung und Lehre tätig. Insbesondere arbeitete er in der Kollaboration zwischen dem von der Universität Paul Sabatier, dem Institut national des sciences appliquées de Toulouse (INSA Toulouse), dem Institut Supérieur de l’Aéronautique et de l’Espace (SupAéro), der École nationale supérieure des mines d’Albi-Carmaux (IMT Mines Albi) und der nationalen Forschungsorganisation CNRS gemeinsam betriebenen Institut Clément Ader in Albi und dem CNES am Projekt SpaceShip FR, dessen Ziel die Entwicklung von Forschungsmethoden und Technologien für die Vorbereitung künftiger Basen auf Mond oder Mars ist. Am IMT Mines Albi hatte er eine Honorarprofessur inne.
Er war auch an Ausstellungen in dem Themenpark Cité de l’espace in Toulouse beteiligt.
Ab September 1999 war er stellvertretender Direktor für Raumfahrttechnologie des CNES.

## Privates
Jean-Jacques Favier hat mit seiner Frau Michèle vier Kinder.
Er starb am 19. März 2023 im Alter von 73 Jahren in Albi. Zuletzt hatte er in Montastruc-la-Conseillère bei Toulouse gelebt. Er war der erste der bis dahin 10 französischen Weltraumfahrer, der verstarb.

## Ehrungen und Auszeichnungen
Jean-Jacques Favier war Ritter der Ehrenlegion.